# Atropo (sous-marin, 1912)
Pour les articles homonymes, voir Atropo.
Le Atropo est un sous-marin, exemplaire unique de sa classe, en service dans la Regia Marina, lancé en 1912 et ayant servi pendant la Première Guerre mondiale.

## Généralités
En 1910, la Regia Marina a commandé au chantier naval Krupp de Kiel en Allemagne un sous-marin aux caractéristiques similaires à celles des U-Boote de l'époque, afin de tester ses performances.
L'unité avait une structure à "double coque partielle" : la coque intérieure, formée de sections circulaires et - aux extrémités - de calottes hémisphériques, était apte à résister à la pression des grandes profondeurs, tandis que la coque extérieure ne couvrait qu'une partie de l'autre, et était plus légère; les cuves d'immersion et les réservoirs de carburant étaient placés dans un espace creux entre les deux coques,,.
Une telle typologie de coque garantissait une bonne étanchéité et résistance par rapport aux autres solutions de l'époque,. Quelques améliorations sur la coque extérieure ont permis d'atteindre la remarquable - pour l'époque - vitesse de 14,5 nœuds (26,9 km/h), soit deux nœuds et demi de plus que celle prévue,
Le Atropo a été le premier sous-marin italien à être équipé d'un système de transmission radio, qui, comme le sous-marin, a également été produit en Allemagne (pour cette raison, pendant la guerre, il a été nécessaire d'acheter des pièces de rechange pour cet équipement en Suisse).

## Caractéristiques
Le Atropo déplaçait 231 tonnes en surface et 315 tonnes en immersion. Le sous-marin mesurait 44,5 mètres de long, avait une largeur de 4,4 mètres et un tirant d'eau de 2,70 mètres. Il avait une profondeur de plongée opérationnelle de 50 mètres. Leur équipage comptait 2 officiers et 12 sous-officiers et marins.
Pour la navigation de surface, le sous-marin était propulsé par deux moteurs diesel de 350 chevaux-vapeur (cv) (258 kW) chacun entraînant deux arbres d'hélices. En immersion, chaque hélice était entraînée par un moteur électrique AEG de 100 chevaux-vapeur (74 kW). Il pouvait atteindre 14,8 nœuds (27,4 km/h) en surface et 7,8 nœuds (14,5 km/h) sous l'eau. En surface, le Atropo avait une autonomie de 2 300 milles nautiques (4 260 km) à 8,5 noeuds (15,7 km/h); en immersion, il avait une autonomie de 470 milles nautiques (870 km) à 4 noeuds (7,4 km/h).
Le sous-marin était armé de 2 tubes lance-torpilles à l'avant de 45 centimètres, pour lesquels il transportait un total de 4 torpilles.

## Construction et mise en service
Le Atropo est construit par le chantier naval de Krupp-Germania à Kiel en Allemagne, et mis sur cale en mars 1911. Il est lancé le 22 mars 1912 et est achevé et mis en service le 5 février 1913. Il est commissionné le même jour dans la Regia Marina.

## Historique
Une fois en service, le Atropo est stationné à La Spezia, au sein du IIe Escadron de sous-marins.
Il est employé dans le cadre d'entraînements et d'exercices en mer Tyrrhénienne, avec de brèves périodes où il est basé à La Maddalena.
Le 24 mai 1915, lorsque l'Italie entre dans la Première Guerre mondiale, il fait partie du Ier Escadron de sous-marins, basé à Venise; l'unité est commandée par le lieutenant de vaisseau (tenente di vascello) Tullio Bonamico,.
Le sous-marin est employé dans des activités offensives dans le nord de l'Adriatique.
Le 23 octobre 1915, il aperçoit deux destroyers austro-hongrois de classe Huszár et tente de les torpiller, mais les deux unités adverses ripostent et esquivent ainsi les torpilles.
Les 3 et 4 juin 1916, sous le commandement du lieutenant de vaisseau Giotto Maraghini, et avec le lieutenant de vaisseau  Nazario Sauro à bord comme pilote, il pénètre dans le Kvarnerić (en italien : Quarnerolo) et est le premier sous-marin italien à couler un navire ennemi. En fait, le Atropo frappe avec deux torpilles, le coulant, un petit navire à vapeur austro-hongrois, le Albanien, d'une jauge brute de 1 122 tonneaux (cette opération a également permis de vérifier que dans cette zone il y avait le passage de nombreux navires ennemis),,.
Le 18 juillet de la même année, il est envoyé au large de Porto San Giorgio pour soutenir une attaque aérienne qui a lieu dans le canal de Morlacca (entre Pag et la côte dalmate), visant quelques navires marchands du Lloyds autrichien.
En mars 1918, le lieutenant de vaisseau Mario Viotti prend le commandement du sous-marin.
Dans les derniers mois de la guerre, le Atropo est employé dans la région de Porto Corsini.
En novembre 1918, après la signature de l'armistice de Villa Giusti, il est employé en Dalmatie et prend possession de la Buje, en Istrie.
Utilisé dans la région d'Istrie et de Dalmatie jusqu'en janvier 1919, il est ensuite déclassé, radié le 23 janvier 1919 et mis au rebut.